# プロゲーマー
プロゲーマー（professional gamer）とは、コンピュータゲームにおいて高度な技能を駆使して競い、大会の賞金やスポンサー契約などから収入を得る人およびその職業のこと。
eスポーツという用語が誕生してからは、eスポーツ選手、eスポーツプレイヤー（eSports player）、eスポーツアスリート（eSports athlete）と呼称されることもある。プロスポーツ選手に分類される競技や、囲碁、将棋、チェス、麻雀、トランプ、ビリヤードなどボードゲーム、テーブルゲーム、カードゲームといったアナログゲームの選手は一般的にプロゲーマーとは呼ばれない。

## 概要
プロゲーマーはゲーム会社などがスポンサーとなって生活基盤を保証した上で活動したり、海外の大会への遠征費や機材（ビデオカード、ヘッドセット、マウス、マウスパッドなど）の提供を受けて活動したりする者もいる。
1990年代にFPSを確立したDoomやQuakeの大会で優勝して賞金を獲得していた方鏞欽が史上初のプロゲーマーとされている。
プロゲーマーとして得る金銭だけで生活している人もいる。2017年のDota 2の公式世界大会「The International 2017」では、賞金総額が26億円以上に上った。これは、賞金総額に観戦チケットやゲーム内課金アイテムの収益の一部が上乗せされるためで、AUTOMATONの山口は、「大会賞金総額のクラウドファンディングは、e-Sportsの世界では珍しいことではない」としている。同様の施策を導入した2016年の「League of Legends」の世界大会では、賞金総額が4億円以上に上っていることを公表している。また、ライブストリーミング配信では、HALOの元プロゲーマーNinjaのTwitch配信で、月額56万ドルの収入があると推定されている。日本のプロゲーミングチームでも、SCARZがStreamer部門を設立するなど、プロゲーマーのゲーム配信は増加している。日本のプロゲーミングチームでは、「DetonatioN Gaming」のチーム「DetonatioN Focus Me」で日本初のフルタイム給料制を採用した。

### 国内
プロゲーマー市場が小さい日本では、プロゲーマーではなくハイスコアラー・TASさん、大会賞金ではなくイベントの出演、ゲーム雑誌や攻略本への執筆、攻略ビデオのプレイヤー、YouTuber活動などを収入源としたり、別の職業のかたわら、副業として行っていることが多く、就職を理由として練習時間がとれなくなったり、離職により経済基盤を失うことなどによって活動そのものを辞めてしまうケースも多い。

#### 歴史
1980年代頃、プロゲーマーとは意味合いが異なるもののファミコン名人が存在した。
日本ではアーケードゲームの対戦型格闘ゲームの人気が高く、数名のトッププレイヤーが全国大会の開催やインターネットによって著名になった。しかし、アーケードゲームのあるゲームセンターでは風俗営業等の規制及び業務の適正化等に関する法律（風営法）や、各地の条例（青少年保護育成条例など）による法的規制の影響を強く受け、賞金や金品をかけた大会の開催がほぼ不可能なため、プロゲーマー業界は長らく成り立たなかった。
2005年1月10日に「PSYMIN（才民）」が『カウンターストライク』チームの「4dimensioN（4dN）」をスポンサードすることを発表。同時期2005年4月18日に「AggressiveGene（AXG-GAMING）」というチームも大阪Internet Cafe NEXTAGEを拠点とし、8月1日にSoftTrading社からスポンサーを受け『カウンターストライク』チームでは2つ目のプロゲーマーが誕生した。ただし両方のチームは解散してしまっている。プロチームでは無いが、個人的にプロゲーマーとして活動している人としては、『Halo』で好成績を収め活動を開始した「Teppei "SIGUMA" Terabe」（blogの更新もなく消息不明であった。2015年5月元プロゲーマーとしてニコニコ動画にプレイ動画をアップロードしていることからプロゲーマーとしては活動していない様子）、古くは『Team Fortress Classic』『Team Fortress2』の強豪クラン「Last Dinosaur」で活躍し、その後舞台を『Quake4』に移し、世界大会に自費で出場した「Naonobu "uNleashed^" Tahara」（プレーヤーとしての活動は停止）、元々4dimensioNメンバーであり、『カウンターストライク1.6』で世界を体験後、ゲームを『Warcraft3』に移しても世界大会の切符をつかんだ「Senzaki"ENZA"Toshikazu」（2009年2月16日に引退発表、現在）もあげられる。
ハイスコアラーの中野龍三が2006年ごろからプロゲーマーを名乗り活動を開始し、専門チャンネルMONDO21の番組『シューティングゲーム攻略軍団参上!』に出演した。
World Cyber Games2008ではバーチャファイター5ライブアリーナ部門にて「板橋ザンギエフ」が、プロゲーミングという要素が世間に認知されたあと、初めて日本人として優勝を達成（プロゲーミング要素が認知される前である2002年に「HALEN」、2005年に「活忍犬」が優勝したことはある）。2009年度には同部門において「ふ〜ど」が優勝し、この部門での強さ、層の厚さを見せる活躍をしている。また、2010年には梅原大吾がアメリカの周辺機器メーカーMad Catzとスポンサー契約を結び、日本で初めてスポンサー契約を交わした。ときど（谷口一）も、格闘ゲームを中心に「東大卒プロゲーマー」と称して活動している。
2016年には、日本で初めてのe-sportsの教育機関（東京アニメ・声優&eスポーツ専門学校）が誕生した。
音楽ゲームにおいては2017年2月12日開催のThe 6th KONAMI Arcade Championshipにてハイスコアラーの「DOLCE.」がコナミとプロゲーマー契約をしたことが発表された。コナミにおいてプロゲーマー契約は初である。
2018年2月1日、一般社団法人日本eスポーツ連合（JeSU）発足に伴い、同月10日開催『闘会議2018』（幕張メッセ）にて国内プロゲーマー15名にプロライセンスが発行された。
2010年代後半の時点で、日本国内にも複数のプロゲーミングチームができ、代表的なチームとしては、「DaToNator」や、「SunSister」、「DetonatioN Gaming」、「SCARZ」などがある。これらのチームにはスポンサーがつき、ナショナルクライアントと呼ばれる有名企業がスポンサーについたこともある。日本の選手でも海外のプロゲーミングチームと契約する場合があり、ストリートファイターVの世界大会EVO2017での優勝経験があるときど選手は、ECHO FOXとスポンサーシップ契約を結んだ。

## 競技種目
ゲームの分類にはいくつかの方法があり、ゲームシステム（ゲームデザインや操作性）やプラットフォーム（アーケード・コンシューマー・PC・モバイル）で大別される。2018年2月に「日本eスポーツ連合」が発足した際、プロライセンスを発行したゲームタイトルのジャンルは、FPS、対戦格闘ゲーム、スポーツゲーム、パズルゲーム、アクションRPGであった。日本経済新聞が2019年11月24日に公開した記事「図解でわかるeスポーツ」では、競技タイトルを「スポーツ」「格闘」「RTS」「MOBA」「シューティング」「トレーディングカード」「パズル」の7つに分類している。
スポーツ
サッカーや野球、レーシングなどスポーツをゲームにしたもので、ルールがわかりやすい。実際のスポーツを行う競技団体と協力関係を築く事例も増えている（後述の『』と国際自動車連盟など。）。
代表的なタイトルは『eFootball』『EA Sports FC』『NBA 2K』『マッデンNFL』『ロケットリーグ』『グランツーリスモ』など。

格闘
パンチやキック、必殺技を駆使して闘う。相手の動きに合わせ素早く技を繰り出す反射神経と入力操作の正確性が試される。
代表的なタイトルは『Street Fighter』『鉄拳』『スマッシュブラザーズ』『GUILTY GEAR』『Killer Instinct』など。

RTS
リアルタイムストラテジーの略。軍隊の指揮官になり、敵国の攻撃や補給体制の整備を進める。複数のタスクを同時処理する能力が必要となる。
代表的なタイトルは『StarCraft』『StarCraft2』『Warcraft III』など。

MOBA
マルチプレーヤーオンラインバトルアリーナの略。プレーヤーが1つずつキャラクターを操作し、チームで敵陣地を破壊する。
代表的なタイトルは『League of Legends』『Dota 2』『Arena of Valor』『Smite』など。

シューティング
銃火器を撃ち合って敵チームの制圧をめざす。銃撃音などで敵の位置を把握したり、照準を素早く正確に合わせる操作能力が必要となる。
代表的なタイトルは『Doom』『Quake』『Counter-Strike』『Call of Duty』『HALO』『Overwatch』『Rainbow Six: Siege』『PUBG』『Fortnite』『Apex Legends』『VALORANT』など。

トレーディングカード
様々な能力値や特徴が設定されたカードを駆使して戦う。手持ちのカードを選んだり、カードを切ったりするためには高い戦略性が必要となる。
代表的なタイトルは『ハースストーン』『Shadowverse』『Magic: The Gathering Arena』など。

パズル
絵柄をそろえたり、ブロックを組んだりする。老若男女で楽しめるが、制限時間が迫る中での瞬時の判断や思考力など必要能力は高い。
代表的なタイトルは『テトリス』『ぷよぷよ』『パズル＆ドラゴンズ』『モンスターストライク』など。

## プロライセンス制度をめぐる問題
プロであれば参加プレイヤー間で損得を争ってもよいという見解賞金、賞品の出所の一部にプレイヤーの参加費用が含まれても、大会主催者がプロライセンスを発行し競技を開催した場合は参加プレイヤー間で損得を争ってもよいという考え。観客収益やスポンサー収益が見込めないスポーツ競技では、参加費用から賞金、賞品が賄われている。
「日本eスポーツ連合」では、プロライセンスを発行しプロに対する報酬とみなすことで景品表示法をクリアできるとしている。
このスキーム（手法）を適用すれば、プロライセンスを発行した選手に対して「奮闘賞」「ブービー賞」など特殊な順位を含むすべての設定した賞に対し賞金、賞品を授与できる。
観客を魅了できればその報酬として金品を受け取ることができるという見解賞金、賞品の出所の一部にプレイヤーの参加費が含まれても、観客が賞金や賞品の授与に対して納得（魅了させられた）場合であればよいという考え。
消費者庁は、「esports大会出場者が優れた技術によって観客を魅了する仕事をし、その報酬として賞金を得る場合、その賞金はプロ・アマを問わず、景表法で言う"景品類"には該当しない」との見解を示しており、賞金や賞品は受け取れる。
このスキームを適用すれば、プロ、アマ問わず観客を魅了することができたが入賞できなかった選手に対して「奮闘賞」などを贈呈できる。しかし、「ブービー賞」など観客を魅了させたわけではない賞に対して賞金を出すことはできない。
賞金の出所が第三者であるため賭博とみなさないという見解賞金、賞品の出所に一切プレイヤーの参加費が含まれない場合。賞品、賞品の授与は第三者が参加費を原資としない一般的な贈与という形で行う。観客収益やスポンサー収益が多いスポーツ競技でもこの方法が使われている。
将棋や囲碁、麻雀などは、ビデオゲーム以前からプロ制度があり賞金が出ている。これは第三者（大会のスポンサー）から賞金が出されることで、参加プレイヤー間で得失を争わないことから、賭博とみなされない（一般的な贈与であり、刑法賭博罪に引っかからない）ことを利用している。将棋、囲碁、麻雀ではプロライセンス制度はあるが賭博を回避する目的ではなく、試合自体の競技レベルを上げるためであり、囲碁や将棋ではアマチュアも参加できるプロアマ棋戦が開催されている。このスキームを適用すればプロ、アマ問わずどのような立場の選手に対しても、「奮闘賞」「ブービー賞」など特殊な順位に対しても賞金、賞品を授与できる。また囲碁や将棋の棋士は棋戦で対局すると順位に合わせた「対局料」を得られる仕組みになっており、同様に参加選手全員に金品を贈呈できる。

## ビデオゲーム以外のゲーム
ビデオゲーム以外の競技にもプロ制度がある。将棋、囲碁、麻雀、トレーディングカードゲームなどのボードゲームやスポーツ競技などである。
- TCG（トレーディングカードゲーム） - TCGにおいては、『マジック:ザ・ギャザリング』や『ディメンション・ゼロ』（2009年を最後に終了）などに賞金制大会やプロ制度があり、トッププレイヤーにはブースターパックや遠征費が主催者から提供される。TCGのプロ制度は、ゴルフ同様に生活基盤が保証されず、上位入賞による賞金やスポンサーがなければ無収入である。2013年ごろからはTCGショップが設立したプロチームが登場し、2015年ではTCGに関係なかった会社『Cygames』がプロチームを設立している[28]。

## その他
ゲームをプレイすることによって金銭を得る方法は多種多様に存在するが、これらは通常プロゲーマーと呼ばれることはほとんどない。
- 囲碁、将棋、チェス、麻雀などのボードゲーム類では棋士や選手と呼ばれる。
- 競技自体のタイトルに「ゲーム」が含まれていても、スポーツと認識される競技のプレイヤーは選手と呼ばれる（コモンウェルスゲームズなど。）。
- ゲーム開発のためのプログラマ、テストプレイヤー
- ゲーム会社の営業担当（ファミコン名人もこれに含まれる）
- ゲーム雑誌・攻略本の編集者
- ゲーム関連イベント・番組の出演・司会・実況プレイ[29]および解説

日本のゲーム実況者、ゲームストリーマーのもこうは、日本では「ゲームは下手でもYouTubeで伸びている人の方が収入は多い」という実態を踏まえ、国内においてはゲームの実力と収入は必ずしも比例しないとことを指摘している。一方、加藤純一は2019年のもこうとともに受けた取材で「ゲーム実況で食べてる人の中で、下手くそなのって俺ともこうくらいじゃない？？他の人たちはある程度上手いじゃん」と話していた。
DeepMindやOpenAIのようにAIとの対戦でプロゲーマーが話題になることもある。